# 香住ヶ丘
香住ヶ丘（かすみがおか）は、福岡県福岡市東区にある地名。一丁目から七丁目までが設置されている。郵便番号は813-0003。

## 概要
福岡市東区の北部に位置する。西側は博多湾に臨み、対岸に福岡アイランドシティがある。多くの教育施設があり、文教地区として知られるほか、西鉄香椎花園があったことでも知られる。

## 歴史

### 町域の変遷
| 住居表示実施後                   | 実施年月日     | 住居表示実施前（各大字の一部） |
| -------------------------------- | -------------- | ------------------------------ |
| 香住ヶ丘一丁目から香住ヶ丘七丁目 | 1981年２月１日 | 香住ヶ丘1丁目〜7丁目           |

## 主な施設

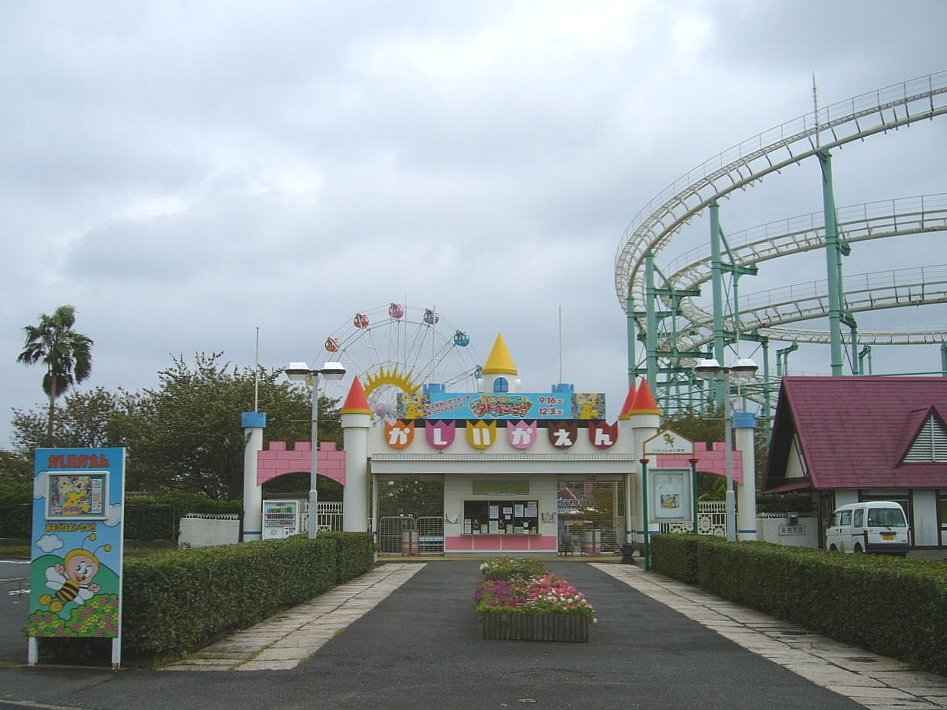
西鉄香椎花園

- 福岡市立東体育館
- 牧の鼻公園

### 教育施設
- 福岡市立香住丘小学校※ただし、香住ヶ丘七丁目5番～10番は福岡市立香椎小学校の校区[2]。
- 福岡市立香椎第２中学校
- 福岡県立香住丘高等学校
- 福岡女子大学

### 閉鎖された施設
- 西鉄香椎花園（2021年12月30日閉園[3]）
- 香住ヶ丘テレビ中継局跡

## 交通

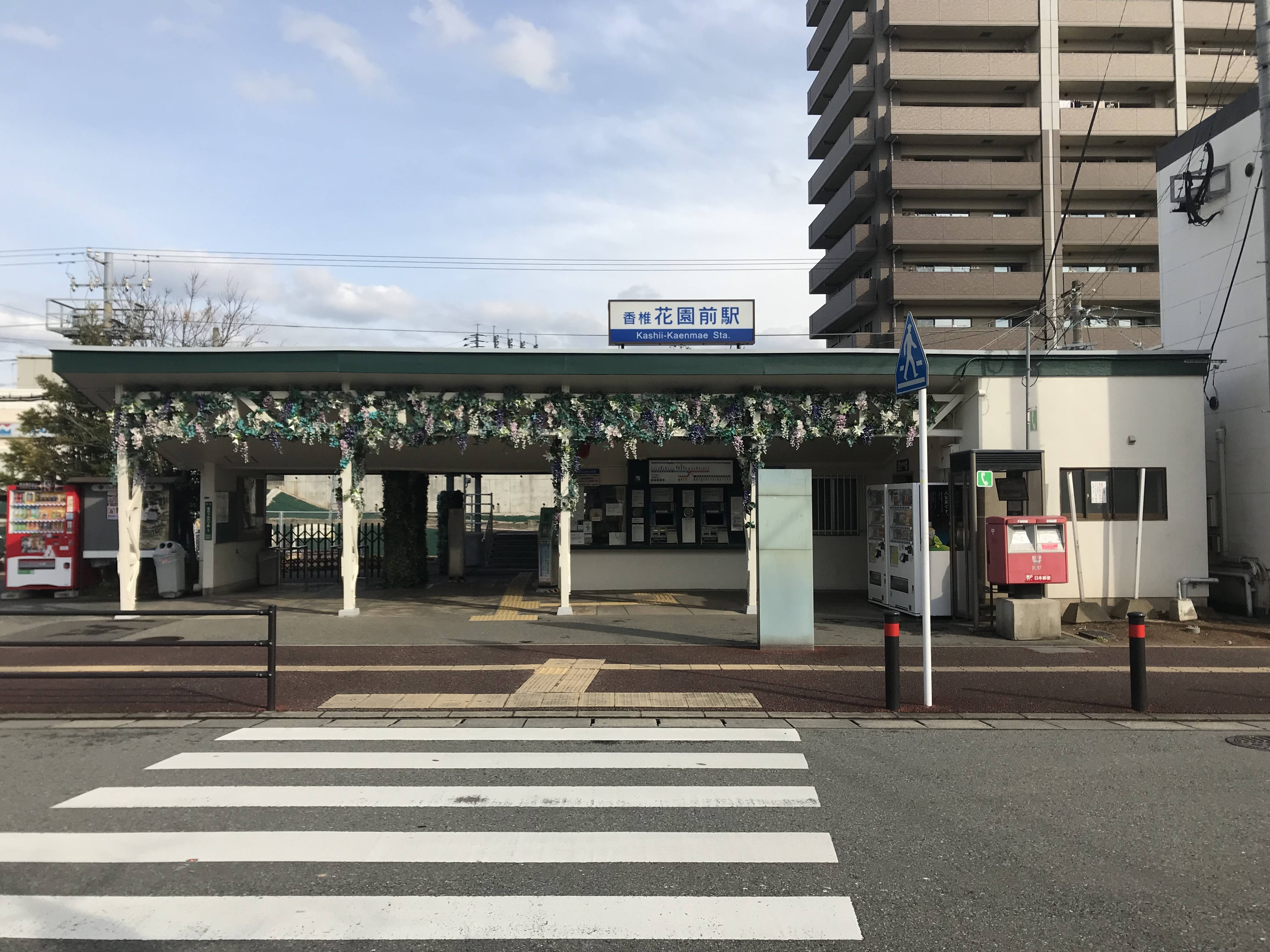
西鉄貝塚線（旧・西鉄宮地岳線）香椎花園前駅

### 道路
- 国道495号（通称・和白通り）
- 国道3号香椎バイパス
- 福岡高速1号香椎線

### 鉄道
- 西鉄貝塚線（旧・西鉄宮地岳線）香椎花園前駅
- JR鹿児島本線九産大前駅

### バス
- 西鉄バス
  - 香住ヶ丘一丁目
  - 香住ヶ丘二丁目
  - 香住ヶ丘三丁目
  - 香住ヶ丘四丁目
  - 香住ヶ丘五丁目
  - 香椎花園
  - 九州産業大学前
  - 牧の鼻公園前